# Exile (canção de Taylor Swift)
"Exile" (estilizada em letras minúsculas) é uma canção da artista musical estadunidense Taylor Swift com a participação da banda Bon Iver, contida no oitavo álbum de estúdio de Swift, Folklore (2020). Foi composta por Swift, Joe Alwyn (sob o pseudônimo William Bowery) e o vocalista da banda, Justin Vernon, sendo produzida por Aaron Dessner e Alwyn. A sua gravação ocorreu em 2020 nos estúdios April Base em Fall Creek, Wisconsin e Kitty Committee em Los Angeles, Califórnia. Seu lançamento como o segundo single do projeto ocorreu em 3 de agosto de 2020, quando a Republic Records enviou para as estações de rádios alternative estadunidenses. Servindo como uma conversa tácita e argumentativa entre dois ex-namorados, "Exile" contém influências de música gospel e indie folk. A canção combina os vocais suaves de Swift com o barítono rosnado de Vernon em um dueto melancólico impulsionado por um piano lento e atinge um clímax dramático apoiado por cordas, sintetizadores e harmonias.
Após o seu lançamento, "Exile" recebeu ampla aclamação da crítica, com ênfase na química vocal da dupla, o lirismo agonizante, instrumentais ricos e atmosfera sombria. Os críticos musicais a escolheram como um destaque de Folklore e a nomearam uma das melhores colaborações da cantora até hoje, comparando-a com sua faixa anterior, "Safe & Sound" (2012). Várias publicações listaram "Exile" como uma das melhores canções de 2020. Na 63.ª edição do Grammy Awards, a canção foi indicada para Melhor Performance de Dupla/Grupo Pop. Comercialmente, "Exile" alcançou ótimas posições nas paradas em diversos países. Estreou na sexta posição na Billboard Hot 100, proporcionando a Swift seu 28.º sucesso no top 10 e sua 18.ª estreia no top 10 nos Estados Unidos. Em outros lugares, a faixa chegou ao top 5 na Austrália, Irlanda e Nova Zelândia; top 10 no Canadá, Malásia, Singapura e Reino Unido; top 20 na Estônia, Israel e Escócia; e top 40 na Bélgica, Portugal e Suécia.

## Antecedentes e lançamento

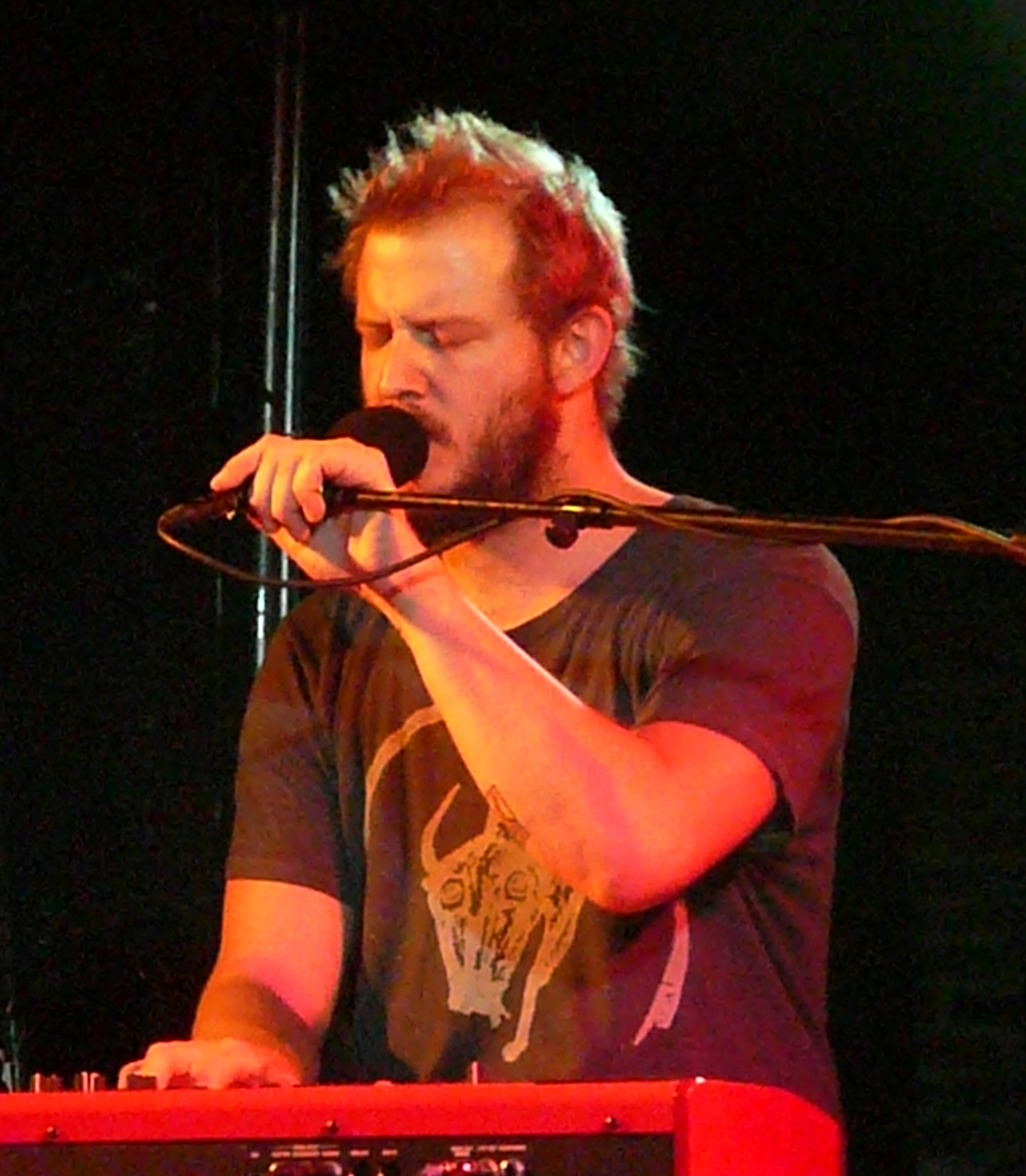
Justin Vernon, vocalista da banda Bon Iver, participa de "Exile"

Todas as faixas de Folklore, o oitavo álbum de estúdio da cantora e compositora estadunidense Taylor Swift, foram concebidas a partir de imagens e visuais do subconsciente profundo de Swift, fruto de sua imaginação fluindo livremente durante o isolamento da pandemia de COVID-19. "Exile" nasceu de uma dessas imagens—um homem exilado que está "caminhando pelos penhascos de uma terra que não é sua, perguntando-se como tudo deu tão terrivelmente errado".
Após o seu lançamento, a canção apresentava crédito de composição de William Bowery, que não tinha presença online e, portanto, era presumido ser um pseudônimo. Posteriormente, Swift revelou que Bowery era, na verdade, um pseudônimo de seu então namorado, o ator britânico Joe Alwyn, que escreveu a melodia do piano da canção e o primeiro verso de Bon Iver. "Exile" foi então desenvolvida como um dueto, e Dessner gravou um rascunho dela cantando as partes masculinas e femininas da canção. Dessner criou um modelo de piano da canção com os vocais regravados de Swift. Swift e Dessner avaliaram vários candidatos para a parte masculina do dueto, e Swift preferiu a voz de Justin Vernon, líder da banda Bon Iver. Dessner enviou a canção para Vernon, que gostou dela, contribuiu com suas próprias letras e gravou sua parte.
Em 23 de julho de 2020, Swift revelou a lista de faixas de Folklore, onde "Exile" aparece como a quarta faixa; o álbum foi lançado no dia seguinte, 24 de julho de 2020. A Republic Records enviou "Exile" para as estações de rádios alternative dos Estados Unidos como um single em 3 de agosto de 2020. A faixa também foi incluída nas compilações Folklore: The Escapism Chapter e Folklore: The Sleepless Nights Chapter, lançadas em 20 de agosto e 23 de agosto de 2020, respectivamente.

## Composição
"Exile" é uma balada minimalista de indie folk com influências de música gospel, pop orquestral e pop barroco. Liricamente, a canção explora a história de dois amantes separados discutindo seu relacionamento passado, em que um deles ainda não superou o término (interpretado por Vernon), enquanto o outro já seguiu em frente (Swift). Vernon entrega uma performance vocal intensa e emocional, expressando a dor de um amor traído, enquanto Swift retrata a amante com vocais doces e precisos. O alcance vocal dos dois abrange uma ampla extensão, desde C♭2 até E♭5. A canção é escrita na tonalidade de Sol bemol maior e possui um ritmo lento de 76 batidas por minuto. Os instrumentais grandiosos são compostos por cordas emocionantes e um piano lento e melancólico.
"Exile" é um dueto melancólico que combina as vocais suaves de Swift com o barítono grave de Vernon, criando uma conversa não articulada entre dois amantes antigos e destacando a falta de comunicação entre eles. Esse aspecto temático é refletido tanto na melodia quanto nas letras de "Exile". Musicalmente, a canção é caracterizada por duas vozes em contraponto, alternando-se como melodias separadas. A estrutura lírica também segue um formato de chamada e resposta, com Swift e Vernon cantando sobrepostos, em vez de ouvir e responder plenamente, dando à canção um tom argumentativo sem um desfecho frutífero. A canção começa com um piano em loop, que gradualmente cresce para um clímax de vocais coralizados, harmonias "gloriosas" e sintetizadores, imitando o aumento da intensidade na conversa dos amantes distantes. "Exile" foi comparada a outras canções antigas de Swift, como "The Last Time" (2013) de seu quarto álbum de estúdio, Red, e "Safe & Sound" (2011) da trilha sonora The Hunger Games: Songs from District 12 and Beyond. Assim como a maioria das faixas de Folklore, "Exile" também possui uma qualidade cinematográfica em suas letras, evocando imagens que fazem referência a filmes, como nos versos "Acho que já vi esse filme antes / E não gostei do final".

## Crítica profissional
"Exile" recebeu ampla aclamação crítica após o lançamento. Billy Nilles, do E! Online, descreveu a canção como um "sonho devastador" que "atinge como um soco no estômago". Valerie Magan, escritora da Clash, elogiou a paixão da canção e sua lírica conversacional, chamando-a de um dueto "deslumbrante" e "uma canção invernal e torturada, um verdadeiro monstro" que mostra melhor a "beleza sonora" de Folklore. Matt Melis, escrevendo para o Consequence of Sound, nomeou "Exile" como a Canção da Semana após o lançamento do álbum e descreveu a parceria dos dois artistas como "um pequeno milagre em 2020". Em sua análise para a mesma publicação, Katie Moulton afirmou que "Exile" retrata um romance em processo de dissolução com duas vozes em contraponto, e observou que as letras são "inteligentes, mas contidas", demonstrando maturidade. Ela destacou que as emoções da canção não são apenas intensas, mas também possuem "profundidades complexas e em constante mudança".
Christopher Roberts, da Under the Radar, selecionou "Exile" como uma das nove melhores canções da semana de lançamento de Folklore. Ele observou que as vozes de Swift e Vernon se complementam bem, e destacou que Vernon soa como Peter Gabriel na faixa. Jon Caramanica, do The New York Times, descreveu "Exile" como um "dueto adorável e angustiado" que representa um "diálogo duro e perturbador de recriminações", com letras que transmitem distância e ceticismo. Ele elogiou especialmente o clímax da canção, onde Swift e Vernon cantam sobrepostos em um estilo que combina "country intenso com uísque, R&B desesperado e diálogo teatral experimental", criando uma sensação de "corrosão emocional completa" nos ouvintes. Caramanica descreveu o piano na canção como austero e fatalista, ressoando como os batimentos de relógios de avô.
Michael Sumsion, da PopMatters, elogiou "Exile" como um destaque notável em Folklore, descrevendo-a como uma dolorosa exploração da dissolução que combina o grave registro vocal de Vernon com as "cadências conversacionais e observações perspicazes" de Swift, criando um efeito emocionante. Ele observou que a canção começa de forma "lamentosa e suave", antes de se transformar em "um brilhante enxame de testemunho com nuances orquestrais e gospel, sugerindo o espaço físico de uma catedral", irradiando uma grandiosidade rica. Sumsion também destacou que "Exile" poderia facilmente se encaixar no álbum I, I do Bon Iver, o quarto álbum de estúdio da banda. Jody Rosen, escritor do Los Angeles Times, descreveu a canção como um "dueto tempestuoso" e uma "torturada chamada e resposta entre amantes separados", destacando que ela impacta profundamente devido à sua essência de realidade. Justin Curto, da Vulture, opinou que Swift tem sido produtiva durante a pandemia, criando seu álbum mais reflexivo até o momento, e citou "Exile" como um dos principais resultados dessa abordagem.
Descrevendo-a como uma "faixa rica e texturizada", com duas vozes "improváveis" unidas em harmonia "gloriosa", Giselle Au-Nhien Nguyen do The Sydney Morning Herald considerou a mitologia da canção fascinante, construindo "um mundo inteiro em menos de cinco minutos". Ela destacou que o efeito cria um clímax que gradualmente diminui, resultando em um "espectro de som e emoção" que ressoa por todo o Folklore. O escritor Philip Cosores do Uproxx elogiou a maneira como Vernon soa "como ele mesmo", considerando isso uma demonstração de habilidade, já que ele evita o falsete característico presente na música do Bon Iver. Bobby Olivier da Spin selecionou a faixa como "o destaque mais grandioso" de Folklore, elogiando a produção como um "panorama cinematográfico envolvente". Ele também considerou a colaboração uma das mais impactantes de Swift até o momento, um "digno sucessor" de sua colaboração de 2011, "Safe & Sound". Kim Ruehl, da NPR, apreciou a forma como a canção cria uma "paisagem sonora varrida pelo vento", transmitindo uma tristeza e sagacidade "sobrepostas", algo atípico dos maiores sucessos de rádio de Swift. O crítico do The Independent, Ed Power, elogiou "Exile" como um dos destaques de Folklore, destacando a "química tempestuosa" entre Swift e Vernon. Ele ressaltou a "sinceridade incisiva" de Swift e a "presença enigmática" de Vernon, considerando a canção o "equivalente para a geração dos millennials" de "Islands in the Stream" (1983) de Dolly Parton e Kenny Rogers.
A revista Elle classificou a canção como a segunda melhor de 2020, enquanto a Men's Health a incluiu em sua lista das 25 melhores canções de 2020. Hannah Mylrea, escritora da NME, colocou a canção em 20.º lugar em sua lista classificando todas as 161 canções de Swift, elogiando-a como uma das colaborações mais impressionantes da cantora. Laura Paterson, editora da Vogue, listou "Exile" como uma das 29 melhores canções de 2020 e a descreveu como "a dupla melancólica que 2020 merecia", combinando "um hino angustiado de Taylor para cantar tudo o que você tem" com "nostalgia dos anos 2000 pelos sons folk de Bon Iver". O NBHAP, surpreso com o dueto de Swift e Vernon, nomeou a canção como a décima primeira melhor de 2020, elogiando o retorno de Vernon à sua "voz pura e profunda". A Slant nomeou "Exile" como a quarta melhor canção de 2020. A Billboard classificou todas as 29 colaborações de Swift com outros artistas, colocando "Exile" em primeiro lugar.

## Coverse uso na mídia
As cantoras britânicos Griff e Maisie Peters fizeram um cover de "Exile" para um especial no YouTube em dezembro de 2020. "Exile" foi incluída no décimo segundo episódio da quarta temporada da série de drama médico norte-americana The Resident, e no último (décimo) episódio da terceira temporada da série de suspense psicológico norte-americana You, onde serve como trilha sonora para o fim da vida conjugal de Joe Goldberg e Love Quinn. A faixa acabou alcançando o topo da parada Top TV Songs da Billboard. A banda de indie pop britânica Bastille fez um cover de "Exile" na Sirius XM.
Vernon convidou Swift para seu concerto do Bon Iver na OVO Arena Wembley em Londres, em 26 de outubro de 2022. Ele surpreendeu a plateia com Swift como convidada especial, e eles cantaram "Exile" pela primeira vez. Dessner também estava no palco durante a apresentação.

## Prêmios e indicações
"Exile" foi indicada para Melhor Performance de Dupla/Grupo Pop no 63.º Grammy Awards, tornando-se a terceira indicação de Swift nessa categoria. Anteriormente, ela foi indicada com a canção "Breathe" com participação de Colbie Caillat em 2008, e com "Bad Blood" com participação de Kendrick Lamar em 2015.
| Prêmio            | Ano  | Categoria                             | Resultado | Ref.   |
| ----------------- | ---- | ------------------------------------- | --------- | ------ |
| AMFT Awards       | 2020 | Melhor Performance Folk               | Venceu    | [ 49 ] |
| BMI London Awards | 2022 | Canções Mais Executadas do Ano        | Venceu    | [ 50 ] |
| Gaffa Awards      | 2021 | Sucesso Internacional do Ano          | Incluída  | [ 51 ] |
| Grammy Awards     | 2021 | Melhor Performance de Dupla/Grupo Pop | Indicada  | [ 48 ] |

## Créditos
Todo o processo de elaboração de "Exile" atribui os seguintes créditos:
Gravação
- Gravada nos estúdios April Base (Fall Creek, EUA) e Kitty Committee (Los Angeles, EUA)
- Mixada no Long Pond (Hudson Valley, EUA)
- Masterizada no Sterling Sound (Nova Iorque, EUA)

Produção
| - Taylor Swift – vocalista principal, composição - Justin Vernon – vocalista participante, composição, engenharia vocal - Joe Alwyn (também conhecido como William Bowery) – composição, produção - Aaron Dessner – produção, engenharia de gravação, programação de bateria, guitarra elétrica, piano, percussão, sintetizador - Rob Moose – violino, viola - Laura Sisk – engenharia vocal - Jonathan Low – engenharia de gravação, mixagem - Randy Merrill – engenharia de masterização |

## Desempenho comercial

### Paradas semanais
| País — Parada musical (2020)                            | Melhor posição |
| ------------------------------------------------------- | -------------- |
| Austrália (ARIA)                                        | 3              |
| Áustria (Ö3 Austria Top 75)                             | 56             |
| Bélgica (Ultratop 50 de Flandres)                       | 37             |
| Canadá (Canadian Hot 100)                               | 6              |
| Dinamarca (Hitlisten)                                   | 32             |
| Escócia (Scottish Singles Chart)                        | 17             |
| Espanha (PROMUSICAE)                                    | 83             |
| Estados Unidos (Billboard Hot 100)                      | 6              |
| Estados Unidos (Billboard Adult Alternative Songs)      | 9              |
| Estados Unidos (Billboard Hot Rock & Alternative Songs) | 2              |
| Estados Unidos (Rolling Stone Top 100)                  | 3              |
| Estônia (Eesti Tipp-40)                                 | 19             |
| França (SNEP Sales Chart)                               | 69             |
| Grécia (IFPI)                                           | 59             |
| Irlanda (IRMA)                                          | 3              |
| Malásia (RIM)                                           | 3              |
| Mundo (Billboard Global 200)                            | 133            |
| Nova Zelândia (Recorded Music NZ)                       | 5              |
| Países Baixos (Single Top 100)                          | 84             |
| Portugal (AFP)                                          | 40             |
| Reino Unido (UK Singles Chart)                          | 8              |
| República Checa (Singles Digitál Top 100)               | 68             |
| Singapura (RIAS)                                        | 3              |
| Suécia (Sverigetopplistan)                              | 38             |
| Suíça (Schweizer Hitparade)                             | 48             |

### Paradas mensais
| País — Parada musical (2020)            | Melhor posição |
| --------------------------------------- | -------------- |
| Estados Unidos (Billboard Top TV Songs) | 1              |

### Paradas de fim-de-ano
| País — Parada musical (2020)                            | Posição |
| ------------------------------------------------------- | ------- |
| Estados Unidos (Billboard Hot Rock & Alternative Songs) | 13      |
| País — Parada musical (2021)                            | Posição |
| Estados Unidos (Billboard Hot Rock & Alternative Songs) | 51      |

## Certificações
| Região                                                        | Certificação | Vendas     |
| ------------------------------------------------------------- | ------------ | ---------- |
| Canadá (Music Canada)                                         | 2× Platina   | 160 000‡   |
| Dinamarca (IFPI Danmark)                                      | Ouro         | 45 000‡    |
| Estados Unidos (RIAA)                                         | Platina      | 1 000 000‡ |
| Noruega (IFPI Norge)                                          | Ouro         | 30 000‡    |
| Polônia (ZPAV)                                                | Ouro         | 25 000‡    |
| Reino Unido (BPI)                                             | Ouro         | 400 000‡   |
| ‡vendas+valores de streaming baseados somente na certificação |              |            |

## Histórico de lançamento
| Região         | Data                | Formato         | Gravadora | Ref.  |
| -------------- | ------------------- | --------------- | --------- | ----- |
| Estados Unidos | 3 de agosto de 2020 | Rádios triple A | Republic  | [ 9 ] |